# Anomochilus
Famille
Genre
Synonymes
- Anomalochilus Lidth de Jeude, 1890 nec Blanchard, 1850

Anomochilus est un genre de serpents, le seul de la famille des Anomochilidae.

## Répartition
Les espèces de ce genre se rencontrent en Malaisie et en Indonésie.

## Liste des espèces
Selon The Reptile Database (28 juil. 2011) :
- Anomochilus leonardi Smith, 1940
- Anomochilus monticola Das, Lakim, Lim & Hui, 2008
- Anomochilus weberi (Lidth de Jeude, 1890)

## Publications originales
- Berg, 1901 : Herpetological Notes. Comunicaciones del Museo Nacional de Buenos Aires, vol. 1, no 8, p. 289-291 (texte intégral).
- Cundall, Wallach & Rossman, 1993 : The systematic relationships of the snake genus Anomochilus. Zoological Journal of the Linnean Society, vol. 109, no 3 p. 275–299.